# تیپ ۳ زرهی (کره جنوبی)
تیپ ۳ زرهی (کره‌ای: 제3기갑여단) تشکیلات نظامی ارتش جمهوری کره است. این تیپ تابع سپاه دوم است.